# Lliga de futbol professional d'Uzbekistan
Lliga de futbol professional d'Uzbekistan, breument UzPFL (uzbek: Oʻzbekiston Professional futbol ligasi / Ўзбекистон профессионал футбол лигаси, OʻzPFL, ЎзПФЛ) — una organització de futbol que gestiona i supervisa tot el sistema de lligues de futbol del país. El 2008, seguint una recomanació de la Confederació Asiàtica de Futbol, es va separar de la Federació de Futbol d'Uzbekistan per convertir-se en una organització independent.
Coordina la realització de competicions de futbol professional com la Super League, Pro League, First League, Higher League i First Futsal League, Uzbekistan Cup, League Cup, Uzbekistan Super Cup, Uzbekistan U19 and U21 campionats, etc. Organitza competicions entre clubs de futbol, ofereix instrucció sobre les seves activitats esportives i organitzatives i de gestió, així com les relacions.
Facilita l'organització de competicions de futbol a diversos nivells en cooperació amb ministeris, departaments, empreses i organitzacions d'Uzbekistan.
És una de les lligues líders a Àsia pel que fa a llicències.
Al març de 2025, sis empreses d'Uzbekistan són patrocinadors oficials de la lliga.

## Història
L'any 1992, formava part de l'estructura organitzativa de la Federació de Futbol d'Uzbekistan i era la divisió responsable de la celebració de competicions de futbol professional a Uzbekistan. A principis de 2008, la Confederació Asiàtica de Futbol va recomanar a la Federació de Futbol d'Uzbekistan que establissin la PFL com una organització separada. Va ser establert el 20 de juny de 2008 a la Reunió General de l'Associació de Futbol i Clubs de Futbol d'Uzbekistan i va ser registrat pel Ministeri de Justícia de la República d'Uzbekistan el 2 de juliol.
Des del 2008 fins al 2018, es va celebrar el campionat de futbol juvenil d'Uzbekistan. Del 2019 al 2023, va supervisar la celebració del futbol femení (Premier League, First League, Cup, Supercopa), i del 2017 al 2025 va celebrar el campionat de futbol sala (Premier League, Cup i altres) d'Uzbekistan.
Es va convertir en membre de l'Associació de Lligues Mundials de Futbol Professional el 10 de gener de 2023.

## Finalitat i objectius
L'objectiu principal de la Lliga de futbol professional de l'Uzbekistan és coordinar la celebració de competicions de futbol professional al territori de la República d'Uzbekistan entre equips de futbol de la respectiva Superlliga, Pro League, Primera Lliga, Lliga Superior i Primera Lliga de futbol sala, Copa d'Uzbekistan, Copa de la Lliga, Supercopa d'Uzbekistan, totes les categories d'edat d'Uzbekistan, per organitzar i dur a terme competicions entre clubs de futbol, coordinació de competicions de futbol professional, organització i realització de competicions entre clubs de futbol, així com la gestió dels seus esports, organitzacions i activitats i relacions de gestió.
Cada mes, segons el vot dels experts, determina els guanyadors en les nominacions del millor jugador, el millor àrbitre, el millor gol de la Super League uzbeka, i organitza el treball de premiar-los. Cada mes, determina els guanyadors del millor club de futbol d'Uzbekistan, el millor jugador/a, el millor àrbitre i altres nominacions i n'organitza el lliurament a finals d'any.

## Líders
Farkhad Magametov va treballar com a primer cap de l'organització el 2008-2017. Del setembre del 2017 al 2019, Amon Gafurov va dirigir l'organització. Més tard, el 2019-20, l'organització va ser dirigida per Davron Shoqurbanov. Diyor Imamkhodjaev, que va exercir temporalment com a director general del 2020 al 2022, va ser nomenat director general de l'organització el 2022.
| Nom                | Nomenat    | Decebut    |
| ------------------ | ---------- | ---------- |
| Farkhad Magametov  | 04.09.2008 | 04.09.2017 |
| Omon Gafurov       | 04.09.2017 | 17.06.2019 |
| Davron Shokurbanov | 17.06.2019 | 26.05.2020 |
| Diyor Imamkhodjaev | 26.05.2020 | fins ara   |

### Comitè Executiu
Diyor Imamkhodjaev, director general.
Odil Akhmedov, membre del Comitè Executiu, vicepresident de l'Associació de Futbol de l'Uzbekistan.
Tulabek Akramov, membre del Comitè Executiu, president del FC Lokomotiv Tashkent.
Bahodir Mirzayev, membre del Comitè Executiu, director general d'Olmaliq FK.
Alisher Yusupov, membre del Comitè Executiu, gerent del FK Nasaf Qarshi.
Oybekkhan Ibrakhimkhanov, membre del Comitè Executiu, consultor legal de la Lliga de Futbol Professional d'Uzbekistan.

## Competicions sota la jurisdicció de la UzPFL

### Superliga d'Uzbekistan

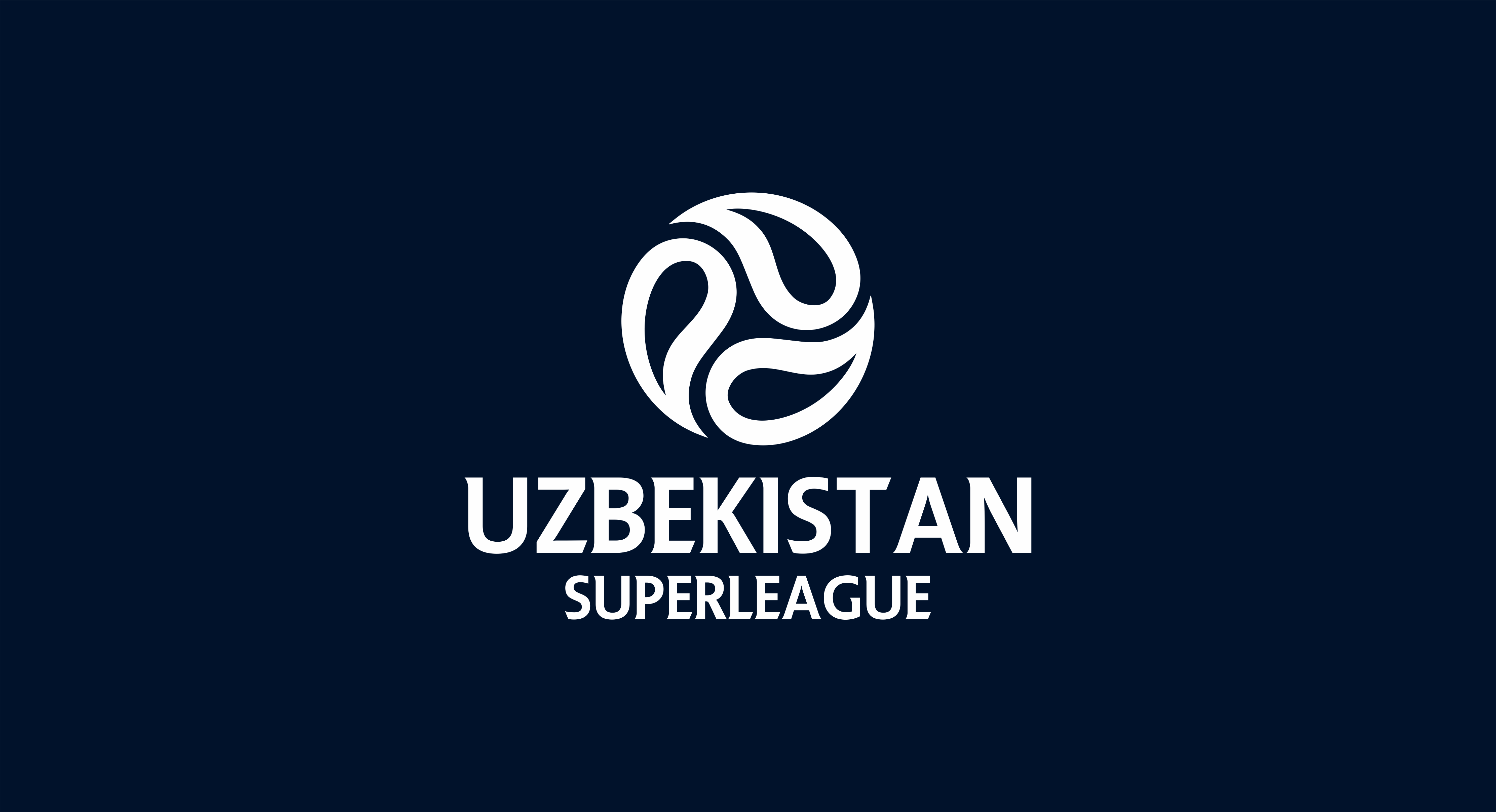
Superliga d'Uzbekistan

Superliga d'Uzbekistan és la divisió més alta del sistema de competicions de futbol d'Uzbekistan, en què participen clubs de futbol professionals. Es va establir l'any 1992 amb el nom de Lliga Suprema. El campionat se celebrarà entre març-novembre i cada equip jugarà 26 partits. A partir del 2019, el patrocinador titular s'anomenarà primer Pepsi Super League, i després Super League Coca Cola a partir del 2020. A partir del 2024 s'anomenarà Artel Super League. En la història dels campionats d'Uzbekistan, hi van participar un total de 45 clubs, i només 8 d'ells van aconseguir el podi del campionat: "Pakhtakor" - 16 vegades, "Neftchi" - 5 vegades, "Bunyodkor" - 5 vegades, "Lokomotiv" - 3 vegades, "Dostlik" - 2 vegades, MHSK - 1 vegada, "Navbahor" - 1 vegada, "Nasaf" - 1 vegada. En diferents anys, el nombre d'equips al campionat d'Uzbekistan va ser diferent. Els primers anys, 16 equips van participar en el campionat, després en diferents anys el nombre d'equips va ser de 14, 18 i 20. El 2025, el nombre d'equips del campionat serà una vegada 16.

### Copa d'Uzbekistan
És una competició de copa nacional de futbol organitzada per la Lliga Professional de Futbol d'Uzbekistan. Les competicions de la Copa d'Uzbekistan s'organitzen des de 1992. El primer guanyador de la competició és el FC Navbahor Namangan. Els guanyadors de la Copa d'Uzbekistan tenen dret a participar en la Lliga de Campions de l'AFC.
El club de futbol Pakhtakor es considera el rècord de victòries a la Copa d'Uzbekistan (13 vegades). Els clubs "Bunyodkor" i "Nasaf Qarshi" van guanyar 4 vegades cadascun, "Navbahor Namangan" i "Lokomotiv Tashkent" - 3 vegades cadascun, "Neftchi Farg'ona" - 2 vegades, "AGMK", "Andijan" i "Dustlik Tashkent" - 1 vegada cadascun.

### Copa de la Lliga d'Uzbekistan

La Copa de la Lliga d'Uzbekistan és una competició anual de futbol masculí. La competició, que se celebra des del 2010 per la Lliga de futbol professional de l'Uzbekistan i l'Associació de futbol d'Uzbekistan, no es va celebrar el 2016-2018. La Copa de la Lliga d'Uzbekistan es va organitzar per primera vegada el 2019. Hi assistiran principalment clubs uzbeks, així com clubs de futbol de Kirguizistan, Tadjikistan, Turkmenistan i Kazakhstan per invitació de l'UzPFL. El primer guanyador de la competició és l'equip "Pakhtakor".

### Supercopa d'Uzbekistan

Supercopa d'Uzbekistan 2019

Competició de futbol de pretemporada d'un partit que se celebra cada any abans de l'inici de la temporada a Uzbekistan. El disputen els guanyadors de la Lliga uzbeka i de la Copa d'Uzbek la temporada anterior.

### Uzbekistan Pro League
El 21 de novembre de 2017, segons la decisió de la direcció de la PFL, la Primera Lliga d'Uzbekistan va ser rebatejada oficialment com a Pro League of Uzbekistan a partir de la temporada 2018. La lliga es va reduir de 18 a 16 equips.

### Copa d'Uzbekistan de futbol sala
La Copa de Futbol Sala d'Uzbekistan és una competició anual en la qual participen equips de la Lliga Oliy de Futbol Sala i la Primera Lliga de Futbol Sala.

### Primera Lliga d'Uzbekistan
Funciona des del 2010. Des de la temporada 2010, les primeres competicions de lliga s'han dividit en dues regions: la regió oriental i la regió occidental. Els equips de la regió oriental estan formats pels clubs regionals de futbol Andidjan, Namangan, Fergana i Taixkent. Els equips de la regió occidental estan formats per clubs de futbol de les regions de Syrdarya, Jizzakh, Navoi, Samarcanda, Qashqa Darya, Surkhan Darya, Bukhara, Khorezm i la República de Karakalpakistan. Nombre d'equips participants a cada regió: 14. La Primera Lliga d'Uzbekistan va servir anteriorment com a competició de segona classe en el sistema de futbol. Després de l'establiment de la Pro League el 2018, la First League es va reorganitzar a partir del 2020 i ara és la competició de tercer nivell del país.

### Campionat sub-21
Una competició en la qual els equips juvenils dels equips de la Super League juguen al sistema de futbol d'Uzbekistan. D'acord amb la normativa de la UzPFL, hi participaran jugadors de 21 anys o menys. Els partits del campionat sub-21 es celebraran un dia després dels partits de l'equip principal.

### Campionat sub-19
La selecció juvenil menor de 19 anys defensarà l'honor d'Uzbekistan al Campionat del Món de Futbol Juvenil (U20), el Campionat Asiàtic menor de 19 anys (U19) i altres tornejos. Una competició entre equips sub-19 de clubs de Super League i Pro League. El campionat sub-19 es va fundar l'any 2021. En ell, tots els clubs de les dues primeres divisions lluitaran per la victòria amb els seus alumnes. Una competició entre equips sub-19 de clubs de Super League i Pro League. El campionat sub-19 es va fundar l'any 2021. En ell, tots els clubs de les dues primeres divisions lluitaran per la victòria amb els seus alumnes.

## Concursos afiliats

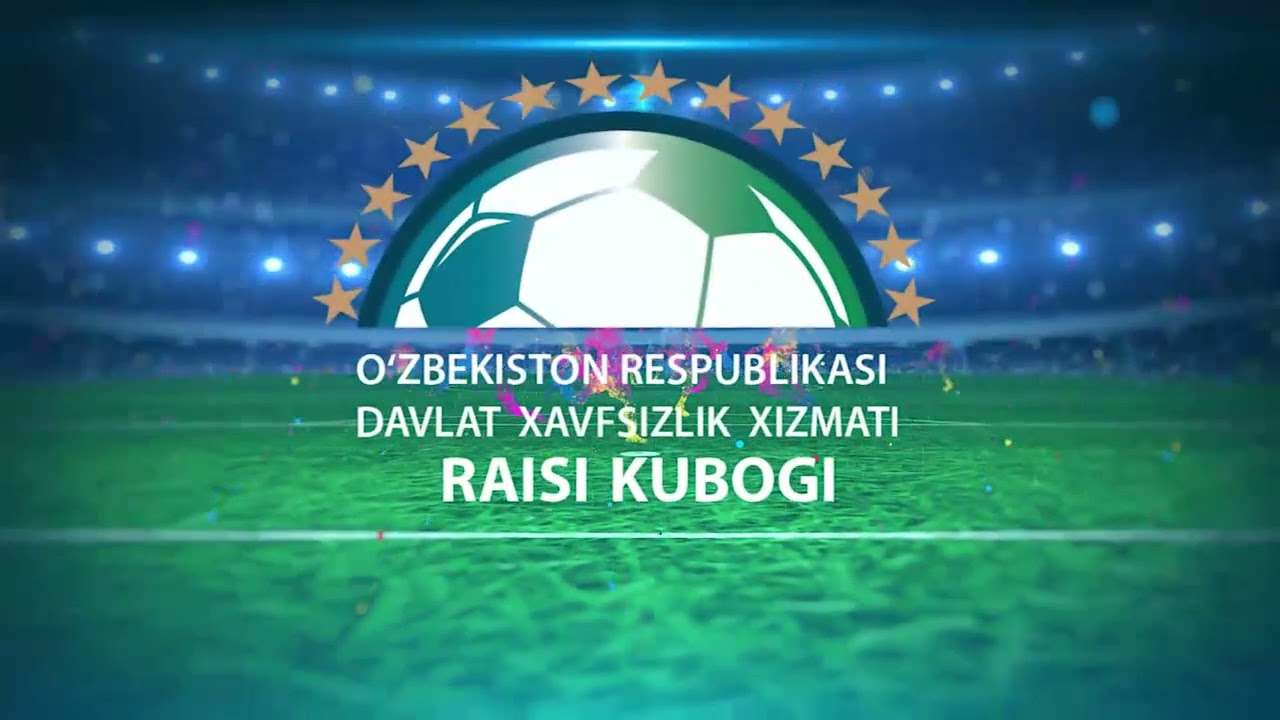
Copa del Servei de Seguretat de l'Estat

En col·laboració amb el Servei de Seguretat de l'Estat de la República d'Uzbekistan, el Ministeri d'Esports i l'Agència per a Afers Juvenils, se celebrarà la Copa del Servei de Seguretat de l'Estat (uzbek: DXX kubogi).
També acull competicions de copa d'estudiants en col·laboració amb el Ministeri d'Educació Superior, Ciència i Innovació, el Ministeri de l'Interior i l'Associació de Futbol.

## Patrocinadors
La Lliga de futbol professional d'Uzbekistan va cooperar amb "PepsiCo" el 2018-2019. Des del 2019, Coca-Cola Beverage Uzbekistan ha estat patrocinador de la Super League d'Uzbekistan. Des de 2020, va establir una cooperació amb la companyia d'assegurances "Apex Insurance". La companyia ofereix una assegurança mèdica per a més de 1.500 jugadors professionals inscrits a la lliga. Del 2021 al 2022, els patrocinadors van ser Epsilon, Madad Invest Bank Joint Stock Company, Turon Eco Cement i la planta de bateries de Jizzakh. El 16 de març de 2023, l'empresa "BMB Holding" es va convertir en el patrocinador oficial de la Superleague. A més, durant el 2023, el portal d'informació Olcha.uz i la companyia aèria privada "Centrum Air" es van convertir en socis de la Lliga de futbol professional d'Uzbekistan. El 28 de febrer de 2024, l'empresa "Artel Electronics", que es considera la marca més gran del mercat d'electrodomèstics d'Uzbekistan, es va convertir en el patrocinador principal de la Super League fins a finals de 2026. El 12 de març d'aquest any, l'empresa "Uzcard" es va convertir en soci oficial de la Lliga de futbol professional d'Uzbekistan.

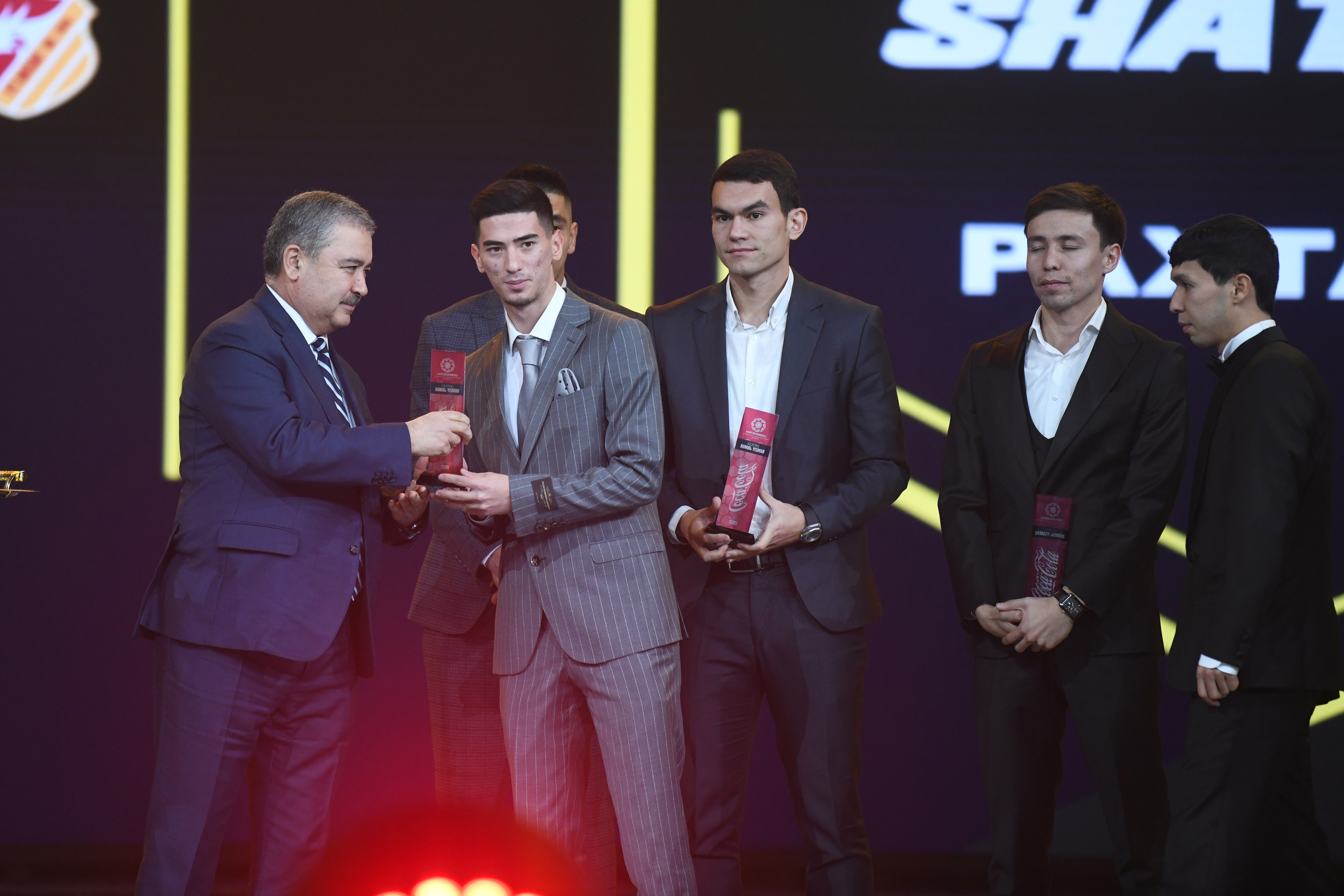
Cerimònia de lliurament dels premis UzPFL 2022

## Assoliments
Lliga de futbol professional d'Uzbekistan és un dels líders en llicències al continent asiàtic. A finals de 2021, 12 clubs uzbeks van guanyar la llicència de la Confederació Asiàtica de Futbol i es va registrar com el tercer millor resultat del continent. El 2021, entre els equips femenins, 2 clubs d'Uzbekistan es van convertir en els primers d'Àsia a aprovar amb èxit la llicència.
El Ministeri de Justícia de la República d'Uzbekistan i l'Associació Nacional d'Organitzacions No Governamentals d'Uzbekistan han inclòs UzPFL a la llista de les "20 organitzacions no governamentals més transparents" el 2021.